# 59-й отдельный моторизованный инженерный батальон
59-й отдельный моторизованный инженерный батальон  — воинское подразделение в Вооружённых Сил СССР во время Великой Отечественной войны.

## История
Формировался в Ленинградском военном округе в марте-июне 1941 года.
В составе действующей армии с 27 июня 1941 года по 5 сентября 1941 года.
Входил в состав 21-го механизированного корпуса, повторил его боевой путь.
5 сентября 1941 года официально расформирован.

### Подчинение
| Дата                | Фронт (округ)         | Армия      | Корпус (группа)              |
| ------------------- | --------------------- | ---------- | ---------------------------- |
| 22 июня 1941 года   | Резерв Ставки ГК      | -          | 21-й механизированный корпус |
| 1 июля 1941 года    | Северо-Западный фронт | -          | 21-й механизированный корпус |
| 10 июля 1941 года   | Северо-Западный фронт | 27-я армия | 21-й механизированный корпус |
| 1 августа 1941 года | Северо-Западный фронт | 27-я армия | 21-й механизированный корпус |

## Командование
- Репин, Алексей Васильевич, капитан

## Другие инженерно-сапёрные подразделения с тем же номером
- 59-й отдельный сапёрный батальон
- 59-й гвардейский отдельный сапёрный батальон 76-й стрелковой дивизии
- 59-й отдельный инженерно-сапёрный батальон
- 59-й отдельный штурмовой инженерно-сапёрный батальон
- 46-й отдельный понтонно-мостовой батальон

## См.также
- 21-й механизированный корпус